# Statisk elektricitet (dokumentarfilm)
|  | Denne artikel er oprettet af botten Steenthbot ud fra en ekstern database. Den kan derfor have sproglige fejl eller mangler. Denne skabelon kan fjernes efter kontrol af indholdet. |

Statisk elektricitet er en dansk undervisningsfilm fra 1958 instrueret af Kaj Wedell Pape efter eget manuskript.

## Handling
Filmen viser eksempler på statisk elektricitet.